# 2. Korps Tuzla

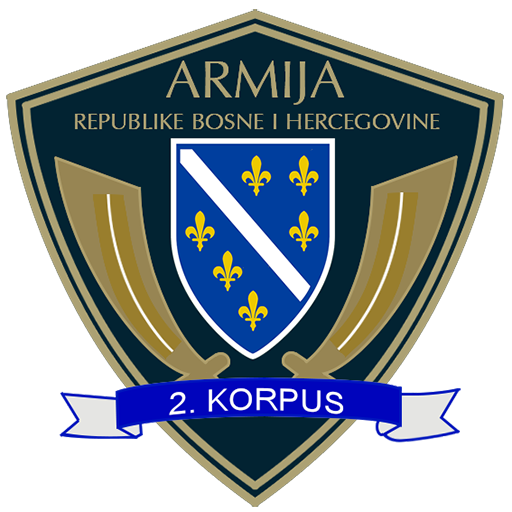
Abzeichen des 2. Korps Tuzla

Das 2. Korps Tuzla war eines von sieben Korps der Armija Republike Bosne i Hercegovine im Bosnienkrieg.
Es war für das Gebiet des heutigen Kantons Tuzla zuständig.

## Kommandanten
- Željko Knez (erster Kommandant)
- Hazim Šadić (zweiter Kommandant)
- Sead Delić (dritter Kommandant)

## Brigaden
- 107. brigada
- 108. motorizovana brigada
- 108. HVO brigada
- 21. brigada
- 208. brigada
- 109. brigada
- 111. brigada
- 117. brigada
- 110. slavna brdska brigada (1993)
- 121. brigada
- 302. brigada
- 205. brigada
- 206. Viteška Brigada Zvornik
- 207. brigada
- 1. brigada
- 2. brigada
- 3. brigada
- 116. brigada
- 118. brigada
- 119. brigada
- 210. brigada
- 110. HVO brigada – Usora
- 111. HVO brigada – Žepče
- 201. brigada
- 202. brigada
- 203. brigada
- 204. brigada
- 207. brigada